# 다니엘 리슈
다니엘 리슈(독일어: Daniel Risch, 독일어 발음: [ˈdaːniːɛl ˈʁɪʃ], 1978년 3월 5일~)는 리히텐슈타인의 정치인으로 2021년부터 리히텐슈타인 총리를 역임했다. 이전에 아드리안 하슬러 정부 하에서 2017년부터 2021년까지 부총리를 역임했다.